# قشلاق أوتش درة عباس (مقاطعة بيله سوار)
قشلاق أوتش درة عباس (بالفارسية: قشلاق اوچ دره عباس) هي منطقة سكنية تقع في إيران في أردبيل.